# NGC 3461
NGC 3461 é uma galáxia elíptica (E) localizada na direcção da constelação de Leo. Possui uma declinação de +17° 42' 30" e uma ascensão recta de 10 horas, 54 minutos e 55,2 segundos.
A galáxia NGC 3461 foi descoberta em 27 de Março de 1854 por William Parsons.